# العلاقات اللاتفية المالطية
العلاقات اللاتفية المالطية هي العلاقات الثنائية التي تجمع بين لاتفيا ومالطا.

## مقارنة بين البلدين
هذه مقارنة عامة ومرجعية للدولتين:
| وجه المقارنة                                              | لاتفيا                                             | مالطا                                                     |
| --------------------------------------------------------- | -------------------------------------------------- | --------------------------------------------------------- |
| المساحة (كم2)                                             | 64.59 ألف                                          | 316                                                       |
| عدد السكان (نسمة)                                         | 1.93 مليون                                         | 465.29 ألف                                                |
| الكثافة السكانية (ن./كم²)                                 | 29.88                                              | 147.24 ألف                                                |
| العاصمة                                                   | ريغا                                               | فاليتا                                                    |
| اللغة الرسمية                                             | اللغة اللاتفية                                     | اللغة المالطية، لغة إنجليزية                              |
| العملة                                                    | يورو، لاتس لاتفي، الروبل اللاتفي ‏، الروبل اللاتفي ‏ | يورو، ليرة مالطية                                         |
| الناتج المحلي الإجمالي (بليون دولار)                      | 30.26 مليار                                        | 12.54 مليار                                               |
| الناتج المحلي الإجمالي (تعادل القوة الشرائية) بليون دولار | 49.24 مليار                                        | 14.68 مليار                                               |
| الناتج المحلي الإجمالي الاسمي للفرد دولار أمريكي          | 14.06 ألف                                          | 22.60 ألف                                                 |
| الناتج المحلي الإجمالي للفرد دولار أمريكي                 | 23.55 ألف                                          |                                                           |
| مؤشر التنمية البشرية                                      | 0.819                                              | 0.839                                                     |
| رمز المكالمات الدولي                                      | +371                                               | +356                                                      |
| رمز الإنترنت                                              | .lv                                                | .mt                                                       |
| المنطقة الزمنية                                           | ت ع م+02:00، ت ع م+03:00، أوروبا/ريغا ‏             | توقيت وسط أوروبا، ت ع م+01:00، ت ع م+02:00، أوروبا/مالطا ‏ |

## مدن متوأمة
في ما يلي قائمة باتفاقيات التوأمة بين مدن لاتفية ومالطية:
- ترتبط سيغولدا مع مارساسكالا باتفاقية توأمة.

## منظمات دولية مشتركة
يشترك البلدان في عضوية مجموعة من المنظمات الدولية، منها:
| علم المنظمة | اسم المنظمة                               | تاريخ انضمام لاتفيا | تاريخ انضمام مالطا |
| ----------- | ----------------------------------------- | ------------------- | ------------------ |
|             | المركز الدولي لتسوية المنازعات الاستشارية | 7 سبتمبر 1997       | 3 ديسمبر 2003      |
|             | منظمة الأمن والتعاون في أوروبا            | 10 سبتمبر 1991      | 25 يونيو 1973      |
|             | المنظمة الهيدروغرافية الدولية             | ?                   | ?                  |
|             | الاتحاد الأوروبي                          | 1 مايو 2004         | 1 مايو 2004        |
|             | مجموعة الموردين النوويين                  | ?                   | ?                  |
|             | مؤسسة التمويل الدولية                     | 29 سبتمبر 1993      | 1 يونيو 2005       |
|             | الاتحاد البريدي العالمي                   | ?                   | ?                  |
|             | مجلس أوروبا                               | ?                   | ?                  |
|             | البنك الدولي للإنشاء والتعمير             | 11 أغسطس 1992       | 26 سبتمبر 1983     |
|             | منظمة التجارة العالمية                    | 1999                | ?                  |
|             | منظمة حظر الأسلحة الكيميائية              | ?                   | ?                  |
|             | الفريق المعني برصد الأرض                  | ?                   | ?                  |
|             | مجموعة أستراليا                           | 2004                | 2004               |
|             | المنظمة الأوروبية لسلامة الملاحة الجوية   | 2011                | 1989               |
|             | الأمم المتحدة                             | 17 سبتمبر 1991      | 1 ديسمبر 1964      |
|             | منظمة الشرطة الجنائية الدولية             | ?                   | ?                  |
|             | وكالة ضمان الاستثمار متعدد الأطراف        | 21 أغسطس 1998       | 12 سبتمبر 1990     |
|             | يونسكو                                    | 9 يوليو 1951        | 10 فبراير 1965     |
|             | الاتحاد الدولي للاتصالات                  | 11 ديسمبر 1921      | 1965               |

## وصلات خارجية
- موقع وزارة الخارجية اللاتفية
- موقع وزارة الخارجية المالطية